# Маріанна Лімперта
Маріанна Лімперта (25 червня 1979) — грецька плавчиня.
Учасниця Олімпійських Ігор 2004, 2008, 2012 років.